# Mixed Connective Tissue Disease
Mixed Connective Tissue Disease (MCTD), vilket betyder "blandad bindvävssjukdom",  är en autoimmun sjukdom där kroppens immunsystem angriper bindväven på olika ställen i kroppen. Sjukdomsbilden är en blandning av olika reumatologiska sjukdomar och liknar systemisk lupus erythematosus, systemisk skleros och polymyosit.